# Con fuoco
Con fuoco is een Italiaanse muziekterm die aangeeft dat een stuk of passage uitgevoerd dient te worden op een vurige manier. De termen worden naar het Nederlands vertaald met vuur. Dit betekent dat, wanneer deze aanwijzing wordt gegeven, de uitvoerend muzikant(en) een bepaalde vurigheid in de voordracht tot uitdrukking moet laten komen. Als voordrachtsaanwijzing heeft de term in principe geen invloed op de te gebruiken dynamiek of het te spelen tempo. Echter wordt de aanwijzing vaak gekoppeld aan een tempo-aanwijzing; een voorbeeld is Allegro con fuoco. In dat geval is die invloed uiteraard wel aanwezig.